# روبرت بلوتشك
روبرت بلوتشك (بالإنجليزية: Robert Plutchik) (من 21 أكتوبر 1927 حتى 29 أبريل 2006).
كان أستاذا فخريا في كلية ألبرت أينشتاين للطب وأستاذا مساعداً في جامعة جنوب فلوريدا. حصل على الدكتوراه من جامعة كولومبيا كان أيضاً طبيبا نفسيا. 
قام بتأليف أو شارك في تأليف أكثر من 260 مقالاً علمياً، 45 فصل وثمانية كتب. كما وحرر سبعة كتب. 

## عجلة بلوتشك للعواطف

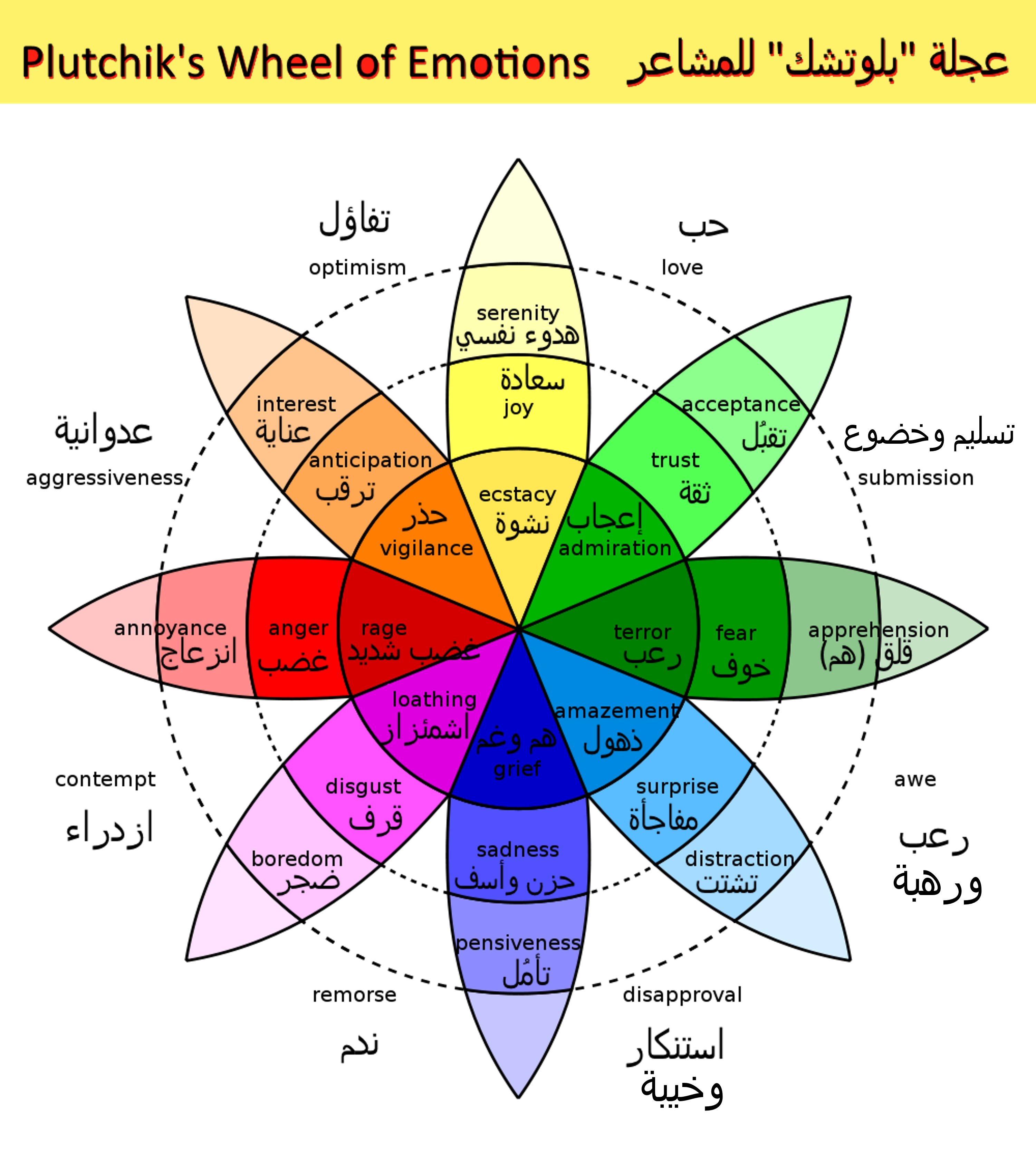
عجل بلوتشك Plutchik Wheel

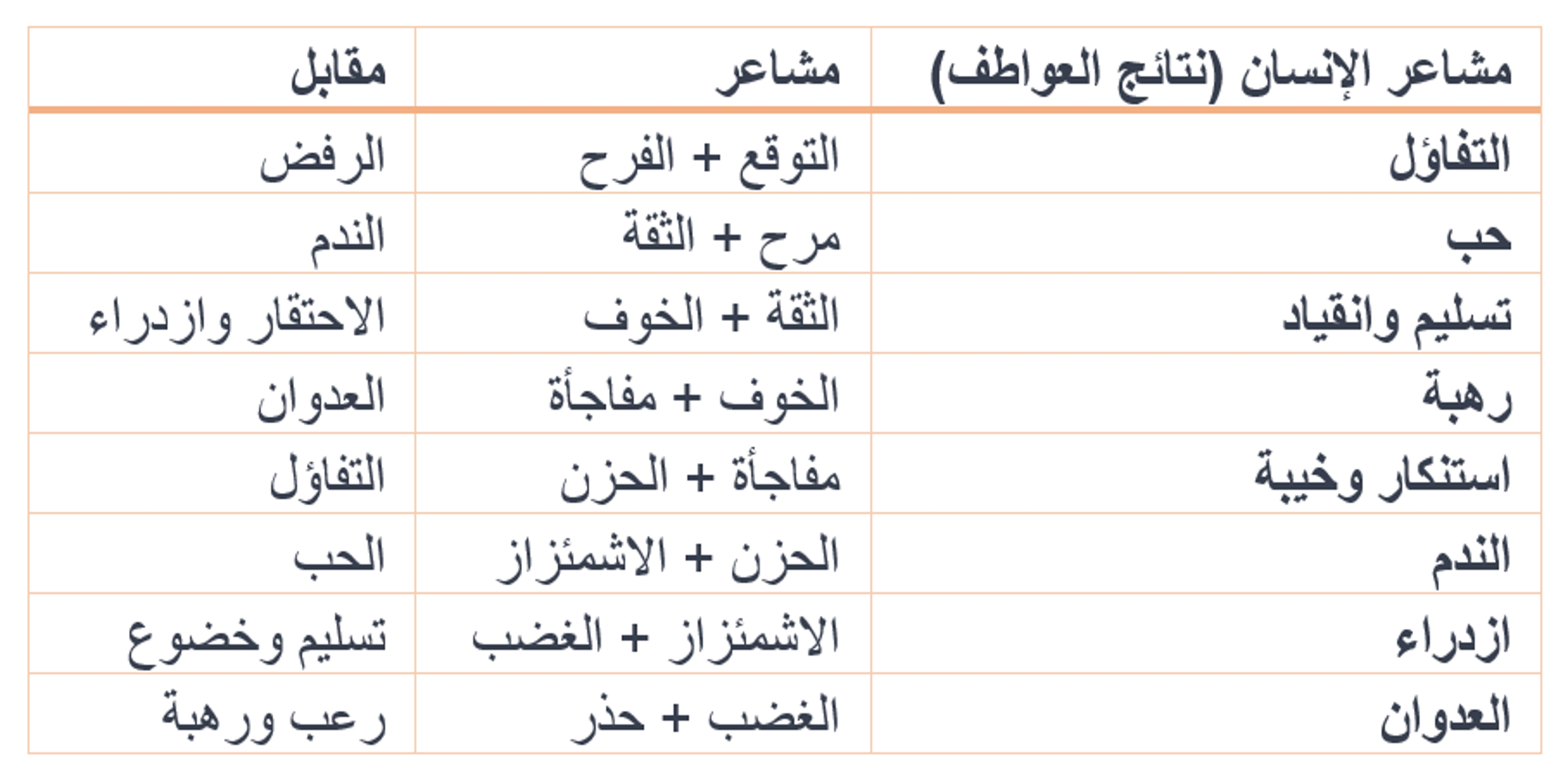

أسس عالم النفس روبرت بلوتشك عجلة من العواطف هي عبارة عن خارطة للمشاعر. اذ اعتقد أن هناك ثمانية عواطف أولية ذات قطبين: الفرح مقابل الحزن. غضب ضد الخوف. الثقة مقابل الاشمئزاز. والمفاجأة مقابل الترقب. نموذجه أيضا يربط بين فكرة دائرة العاطفة وعجلة الألوان. العواطف الأولية يمكن التعبير عنها تماما مثل الألوان في كثافات مختلفة ويمكنك خلط مع واحد مع الآخر لتشكيل المشاعر المختلفة.